# Max Sánchez
Max Alberto Sánchez Barrantes (San José, 2 de enero de 1973) es un exfutbolista costarricense. Se desempeñaba como delantero.

## Clubes
| Club               | País       | Año         | Partidos | Goles |
| ------------------ | ---------- | ----------- | -------- | ----- |
| Santos             | Costa Rica | 1999 - 2002 | 70       | 8     |
| Deportivo Saprissa | Costa Rica | 2002        | 14       | 1     |
| Cartaginés         | Costa Rica | 2003        | -        | -     |
| Santa Bárbara      | Costa Rica | 2004        | -        | -     |
| Santos             | Costa Rica | 2004        | 9        | 1     |
| Puntarenas FC      | Costa Rica | 2005 - 2007 | 77       | 13    |
| Cartaginés         | Costa Rica | 2007        | 4        | 0     |
| Liberia Mía        | Costa Rica | 2008 - 2009 | 21       | 1     |
| Limón FC           | Costa Rica | 2010 - 2011 | -        | -     |
| Municipal Grecia   | Costa Rica | 2011        | -        | -     |
| Barrio México      | Costa Rica | 2011        |          |       |
| Escazuceña         | Costa Rica | 2012        |          |       |